# Адельгейда Брауншвейзька
Адельгейда Брауншвейг-Ґрубенгаґенська (бл. 1293 — 16 або 17 серпня 1324) — номінальна візантійська імператриця.

## Життєпис
Походила з німецького знатного роду Вельфів, з Брауншвейг-Люнебурзької гілки. П'ята донька Генріха I, князя Брауншвейг—Ґрубенгаґенського, та Агнес Мейсенської (з роду Веттінів). Народилася близько 1293 року в замку Ґрубенгаґен (поблизу міста Айнбек), отримавши ім'я Аделгейда. Про її дитинство і молоді роки вкрай мало відомостей.
У 1318 році вийшла заміж за спадкоємця візантійського трону Андроніка, змінивши ім'я після прийняття православ'я на Ірина. У 1320 році її чоловік посварився з дідом — імператором Андроніком II, внаслідок чого почалася війна за владу. Була оголошена імператрицею разом з чоловіком. Під час походів супроводжувала Андроніка. Померла 16 або 17 серпня 1324 року в місті Родосто.
У 1325 році після своєї перемоги Андронік офіційно домігся визнання померлої Аделгейди-Ірини візантійською імператрицею.

## Родина
Чоловік — Андронік Палеолог.
Діти:
- син (1320—1322)